# Doomsday (DC Comics)
Doomsday is een fictieve superschurk uit de strips van DC Comics. Hij is een vaste vijand van Superman. Het personage werd bedacht door Dan Jurgens, en maakte zijn debuut in Superman: The Man of Steel #17 (nov. 1992).
Doomsday is vooral bekend en berucht als het wezen dat Superman vermoordde in de verhaallijn The Death of Superman uit 1993.

## Biografie
Doomsdays naam en achtergrond werden pas enkele jaren na zijn introductie in de strips onthuld. Aanvankelijk was hij namelijk bedacht als een naamloos beest dat Superman moest bevechten.
Doomsday is net als Superman afkomstig van de planeet Krypton. Hier werd hij gemaakt als een kunstmatig wezen. De menselijke Kryptonianen waren toen nog niet de dominante soort op de planeet. Krypton was in de tijd dat Doomsday werd gemaakt nog een wrede harde wereld waarin alleen de sterksten overleefden. Doomsdays schepper was een mysterieuze alien genaamd Bertron, die de ultieme levensvorm wilde maken. Hiervoor experimenteerde hij met huidige bewoners van de planeet, en onderwierp hen aan een proces van klonen en versnelde evolutie. Continu onderwierp hij zijn creaties aan een test, en als de levensvorm hierbij stierf, gebruikte hij diens restanten voor verder onderzoek.
Na tientallen jaren werk resulteerde het onderzoek in het wezen Doomsday. Doomsday was in staat zichzelf razendsnel aan te passen aan alle omstandigheden. Indien hij stierf, kon hij zichzelf weer tot leven brengen en werd immuun voor hetgeen waaraan hij was gestorven. Hij herinnerde zich echter nog wel alle keren dat hij was gestorven. Dit maakte dat Doomsday al het leven ging haten. Hij vermoordde zijn schepper, en begon met een slachtpartij door het universum. Dit begon 245 000 jaar geleden op de planeet Baylan 5, waar hij onder andere vocht tegen Darkseid. Tevens bevocht Doomsday een Green Lantern.
Uiteindelijk belandde Doomsday op Aarde, waar het schip waar hij mee reisde diep onder de grond belandde tijdens de landing. In 1993 brak Doomsday los uit zijn schip en terroriseerde Metropolis. Hij versloeg met gemak het complete Justice League team. De enige die een uitdaging voor hem vormde was Superman. De twee voerden een lange en intense strijd waarbij ze half Metropolis platgooiden. Uiteindelijk eindigde de strijd in een gelijke stand, toen Superman en Doomsday elkaar de genadeklap gaven.
Na Supermans dood werd Doomsdays lichaam meegenomen door Hank Henshaw. Hij bond het lichaam op een planetoïde, en bevestigde hier een elektronisch apparaat aan dat ervoor moest zorgen dat de astroïde met Doomsday nooit meer op een andere planeet zou neerstorten.
Doomsday was ook nu in staat zichzelf weer tot leven te brengen. Zijn planetoïde werd gevonden door een schip. Doomsday vermoordde de hele crew van het schip, en belandde zelf op Apokolips, de thuisplaneet van Darkseid. Zelfs Darkseid kon niet tegen Doomsday op en was gedwongen om Superman (die in de tussentijd ook was teruggekeerd) om hulp te vragen. Superman kon Doomsday geen tweede keer verslaan (daar Doomsday zich had aangepast na zijn vorige dood). Uiteindelijk gebruikte hij een van Waveriders tijdreisapparaten om Doomsday naar het einde der tijden te sturen.
Nadien doken nog een paar incomplete kopieën van Doomsday op, die vaak snel werden verslagen. De echte Doomsday keerde terug in de verhaallijn The Doomsday Wars. In dit verhaal gebruikte Brainiac zijn technologie om ook naar het eind de tijden te gaan en Doomsday op te halen. Vervolgens fuseerde hij met Doomsday om zo het machtigste wezen in het universum te worden. Doomsday bleek te sterk voor Brainiac, en de fusie werd al snel weer opgeheven.
Doomsday werd hierna door Lex Luthor opgezet tegen de schurk Imperiex. Imperiex was voor Doomsday te sterk en vernietigde hem. Alleen een gloeiend skelet bleef over. Lex Luthor liet dit skelet ophalen, en gebruikte Supermans DNA om Doomsday te herstellen. Ditmaal zorgde Doomsdays evolutie ervoor dat hij intelligentie en een bewustzijn ontwikkelde. Deze slimme versie van Doomsday deed nog een tijdje mee in de strips, tot hij werd meegenomen door de schurk Gog. Waar Doomsday nu is, is niet bekend.

## Krachten en vaardigheden
Doomsday is gemaakt via een proces van klonen en versneld evolutie. Tijdens zijn creatie werd hij meerdere malen gedood door de wezens van het prehistorische Krypton, en elke keer kwam hij weer tot leven met immuniteit voor datgene wat hem gedood had. Via dit proces van sterven en dan sterker weer tot leven komen, kan Doomsday zich steeds verder aanpassen. De tijd die het hem kost om weer tot leven te komen varieert. In de strijd met Superman, waarbij Doomsdays lichaam vrijwel onbeschadigd bleef, kwam hij na een paar maanden alweer bij. Maar toen Imperiex hem had doen vergaan tot een skelet zou het zonder hulp van buitenaf minstens 100 jaar hebben geduurd voor Doomsday was hersteld.
Doomsday kan zich ook immuun maken voor bepaalde type wapens en verwondingen.
Doomsday bezit extreme fysieke kracht die zelfs die van Superman overtreft. Hij kon Superman bij hun tweede ontmoeting gemakkelijk aan, evenals Darkseid. Zijn weerstand tegen hitte, kou en verwondingen maken dat Doomsday in vrijwel elke wereld kan leven. Doomsday kan tevens overleven zonder voedsel, water of zuurstof.

## In andere media
- Doomsday komt voor in de film Batman v Superman: Dawn of Justice als een monster gemaakt door Lex Luthor met General Zod's lichaam. Batman, Superman en Wonder Woman nemen het op tegen Doomsday aan het einde van de film.
- Doomsday verscheen in de animatieserie Justice League. Hierin vocht hij met de Justice Lords (tyranische versies van de Justice League uit een parallel universum). De Justice Lord versie van Superman gebruikte zijn laserogen om lobotomie toe te passen op Doomsday, wat hem uitschakelde.
- In de vervolgserie, Justice League Unlimited, was Doomsday weer hersteld en bevocht nu de Justice League. Ditmaal was Superman maar net in staat om Doomsday te verslaan. Hij werd hierna verbannen naar de Phantom Zone.
- In de serie Smallville is Doomsday de grote antagonist van seizoen 8 samen met zijn alter-ego met menselijk uiterlijk; Davis Bloome.
- Doomsday deed mee in de direct-naar-video film Superman: Doomsday, die in feite een verfilming was van de “Death of Superman” verhaallijn. In de film is hij wederom de onstopbare moordmachine en eindigt zijn gevecht met Superman met de dood van beide personages. In de film was hij een biomechanische supersoldaat die werd gevangengezet omdat hij niet in staat was vriend en vijand uit elkaar te houden. Na de strijd focust de film zich geheel op Supermans terugkeer en wordt Doomsdays lichaam niet meer gezien. Het is dus niet bekend of de filmversie van Doomsday ook zichzelf kon herstellen.